# Xã Bald Knob, Quận White, Arkansas
Xã Bald Knob (tiếng Anh: Bald Knob Township) là một xã thuộc quận White, tiểu bang Arkansas, Hoa Kỳ. Năm 2010, dân số của xã này là 4.193 người.